# Кларендон (станция метро)
Кларендон (англ. Clarendon) — подземная станция Вашингтонского метро на Оранжевой и Серебряной линиях. Она представлена двумя боковыми платформами. Станция обслуживается Washington Metropolitan Area Transit Authority. Расположена в районе Кларендон на пересечении Хайленд-стрит, Кларендон-Булевад и Уилсон-Булевад, округ Арлингтон штат Виргиния. Присутствие станции в районе преобразовало округу в урбанизированное село (urban village). Пассажиропоток — 2.468 млн. (на 2007 год).
Станция была открыта 1 декабря 1979 года.
Открытие станции было совмещено с завершением строительства ж/д линии длиной 4.8 км и открытием ещё 3 станций: Кот-Хаус, Виргиния-сквер — ДМЮ, Баллстон — МЮ. Открытие Серебряной линии запланировано на 2013 год.